# T'as de beaux escaliers, tu sais
Pour plus de détails, voir Fiche technique et Distribution.
T'as de beaux escaliers, tu sais est un court métrage documentaire français écrit et réalisé par Agnès Varda et présenté au Festival de Cannes 1986 (hors-compétition).

## Synopsis
Ce court-métrage rend hommage à la Cinémathèque française l'année de ses 50 ans. Le titre fait allusion à la célèbre réplique de Jean Gabin dans Quai des brumes, « T'as d'beaux yeux, tu sais. ».

## Fiche technique
- Réalisation et scénario : Agnès Varda
- Durée : 3 minutes
- Format : 35 mm
- Noir et blanc et couleurs

## Distribution
- Isabelle Adjani